# Zoot Suit (film)
Zoot Suit è un film del 1981 diretto da Luis Valdez.
Nel 2019 è stato scelto per la conservazione nel National Film Registry della Biblioteca del Congresso degli Stati Uniti

## Trama
Nel 1942, un giovane viene trovato in fin di vita nei pressi di Los Angeles e muore durante il trasferimento in ospedale. Ben presto furono mosse accuse di omicidio contro una quindicina di giovani chicanos, figli di immigrati messicani. La loro pessima reputazione come gang e il loro look stravagante nei loro abiti da zoot non giocano a loro favore. A ciò si aggiunse un processo macchiato di ingiustizia e pregiudizio e, nonostante l'assenza di prove, i chicanos furono condannati in primo grado all'ergastolo. Di tratta della loro lotta affinché l'innocenza venga riconosciuta fino al rilascio.

## Produzione
Il film è la trasposizione cinematografica dell'omonima opera teatrale scritta dallo stesso regista Valdez e riguardante una vicenda giudiziaria avvenuta negli anni quaranta nella quale dei ragazzi di origine latino-americana (zoot suit indica il completo da uomo con giacca e pantaloni molto ampi, che veniva tipicamente indossato dagli uomini di quelle origini) vennero ingiustamente accusati di un omicidio nei pressi di Los Angeles.

## Distribuzione
- Daniel Valdez : Henry Reyna
- Edward James Olmos : El Pachuco
- Charles Aidman : George Shearer
- Tyne Daly : Alice Bloomfield
- John Anderson : Giudice F.W. Charles
- Abel Franco : Enrique
- Mike Gomez : Joey
- Lupe Ontiveros : Dolores
- Ed Peck : Tenente Edwards
- Tony Plana : Rudy
- Rose Portillo : Della
- Alma Martinez : Lupe
- Angela Moya : Bertha
- Bob Basso : Ufficiale giudiziario
- Dennis Stewart : Swabbie
- Diane Rodriguez : Stenografa
- Geno Silva : Galindo
- James Hogan : Pattugliatore di costa
- Kelly Ward : Tommy
- Kim Miyori : Manchuka
- Kurtwood Smith : Serg. Smith
- Robert Beltran : guidatore lowrider